# 大谷暢順
大谷 暢順（おおたに ちょうじゅん、1929年3月19日 - ）は、浄土真宗僧侶、浄土真宗大谷本願寺派本山本願寺第25世法主留守職、フランス文学者。一般財団法人本願寺文化興隆財団理事長。明仁上皇の従兄弟。長男に大谷光輪。蓮如・ジャンヌ・ダルクの研究者。日仏での著書多数。

## 略歴
1929年東本願寺法主・大谷光暢の次男として京都に生まれる。
1952年東京大学印度哲学梵文学科卒、同大学院仏文科修了。
1955年パリー大学文学部入学。
1967年ソルボンヌ高等学院卒業。
1986年パリー第七大学文学博士号取得。
1988年フランスより、パルム・アカデミック勲章叙勲。
1996年に長男・次男とともに大谷派を離脱、本願寺法主・留守職となる。
1996年に京都府京都市伏見区下鳥羽において、新たに「宗教法人 本願寺」を登記・認可され、本願寺第二十五世法主に就任した。一般財団法人本願寺文化興隆財団が経営している東山浄苑東本願寺を拠点として、国内外に神仏習合の精神、文化を伝える活動を行っている。
2020年スリランカ政府より、グレート・サーサナ・ラトナ勲章叙勲。
2021年12月フランス・レジオン・ドヌール勲章オフィシエを叙勲。
2022年8月日本政府より外務大臣表彰を受ける。

## 邦語

### 著書
- 『歎異抄私解 生命をかける知恵』（学習研究社、アインブックス　1972年）
- 『聖ジャンヌ＝ダルク』（河出書房新社、1986年 のち中公文庫）
- 『南無阿弥陀仏は人間を変えられるか』（はまの出版、1988年）
- 『蓮如「御文」読本』（河出書房新社、1991年 のち講談社学術文庫・現在１６版目。宗教書のベストセラー）
- 『ジャンヌ・ダルクと蓮如』（1996年 岩波新書）
- 『戦場のジャンヌ・ダルク 栄光と悲運』（社会思想社、1999年）
- 『他力本願と私』（ロングセラーズ　2001年）
- 『蓮如の「御文」』（人文書院、2005年）
- 『蓮如上人・空善聞書』（講談社学術文庫、2005年）
- 『六道輪廻』（講談社、2009年）
- 『歴史に学ぶ蓮如の道 日本再生を求めて』（海竜社、2010年）
- 『蓮如の遺した教え 知れるところを問ふ』（致知出版社、2014年）
- 『人間は死んでもまた生き続ける』（幻冬舎、2015年）
- 『私たちは今の世をどう生きるか』（中央公論新社、2017年）
- 『日本と日本人の明日のために－歴史に目を覚ませ－』（産経新聞社、2019年）

## フランス語

### 著書
- 『Pages de Shinran「親鸞聖人集」〈正信念佛偈・正像末和讃〉』（ユネスコ叢書・日佛会館、1969年）
- 『LES PROBLÉMES DE LA FOI ET DE LA PRATIQUE CHEZ RENNYO　À　TRAVERS SES LETTRES Ofumi（御文を通じて見たる蓮如上人の教理と実践）』（Maisonneuve ＆ Larose、1991年）
- 『La Pucelle et le Bonze（ジャンヌ・ダルクと蓮如）』（Nouvelle Cité、2014年）
- 『Le bouddhisme face au monde contemporain（私たちは今の世をどう生きるか）』（Les Indes Savantes、2018年）

### 語訳
- 安部公房著『La Face d’un Autre（他人の顔）』（Editions Stock Paris、1969年）

### 論文
- 『蓮如上人（御文）』（『京都外国語大学研究論集』第20号、1980年）
- 大谷暢順講演『L'introduction du bouddhisme au Japon（日本佛教史概要）』、『Quel avenir pour le bouddhisme au Japon?（日本佛教の未来）』（『SPIRITUALITÉS EN REGARD』、Presses Universitaires de Strasbourg、2003年）

### 雑誌寄稿
- 岡本太郎著『密教と密教芸術』（大谷暢順訳、『フランスアジ―（仏亜雑誌）』、René de Berval、1969年）
- 『歎異抄』（大谷暢順訳、『フランスアジ―（仏亜雑誌）』、René de Berval、1961年）

### 共著・編纂
- 『仏を現代に求めて 笠原一男対論大谷暢順』（評論社、1979年）
- 『蓮如上人全集』（全5巻 中央公論（新）社、1998年-2001年）

### 子供
- 大谷掬波(跡継ぎ有力候補)

## 翻訳
- ジャン＝ポール・エチュヴェリー『百年戦争とリッシュモン大元帥』（河出書房新社、1991年子供）

- 蓮如上人記念館>大谷暢順プロフィール